# Здравко Александров
Здравко Александров Канчелов е български живописец, заслужил художник (1967 г.).

## Биография
Роден е на 9 март 1911 г. в с. Мокреш, Ломско. Син е на Александър и Петра Канчелови. Имал е брат Никола и сестра Дона, които са починали.
През 1935 година завършва Художествената академия в София, специалност „Декорация“ при проф. Васил Захариев. Уреждал самостоятелни изложби в София, участвал в Биенале – Венеция, в колективни изложби в Германия и Унгария.
Рисува предимно пейзажи, с предпочитание към планинските. Известни са серии пейзажи от Пирин, Мелник, Банско, Смолянско, Балчик, пресъздава красотата на природата. Ранните му пейзажи са изградени с мек колорит и светлинни ефекти. В по-новите си платна, отразява съвременния индустриален пейзаж. Декоратор по подготовка, в ранните си творби използва линеарно-пластични форми, за да гради архитектониката на планинските масиви. По-късно преминава към по-живописно изграждане на пейзажа. Оставя богато наследство от разнообразни картини. В продължение на 30 години участва в различни изложби, от които 6 самостоятелни – през 1938, 1940, 1943, 1955, 1961, 1968 и 1975 година. Награждаван е два пъти с орден „Св. св. Кирил и Методий“, 1-ва степен (1961 и 1964) и 2 пъти с орден „Червено знаме на труда“ (1959 и 1971).
Здравко Александров умира на 14 декември през 1998 година.

## Творчество
По-известни негови творби са:
- „Из Смолян“ – 1937 г.
- „Водната кула в София“ – 1938 г.
- „Витоша“ – 1940 г.
- „Пейзаж от Румъния“ – 1949 г.
- „Из Стара планина“ – 1952 г.
- „Пред пролет в Панчарево“ – 1953 г.
- „Пред пролет – Панчарево“ – 1954 г.
- „Циментов завод в Темелково“ 1956 г.
- „Зима в Княжево“ – 1957 г.
- „Изглед от Белоградчик“ – 1958 г.
- „Рилски манастир зиме“ – 1958 г.
- „Родопски пейзаж“ – 1958 г.
- „Град под планината“ – 1960 г.
- „Индустриален пейзаж в Кърджали“ – 1960 г.
- „Последен сняг“ – 1961 г.
- „На почивка“ – 1965 г.
- „Пейзаж от Кремиковци“ – 1967 г.
- „Рибари“ – 1968 г.
- „Пейзаж от Балчик“ – 1976 г.
- „Облачен ден в Златоград“ – 1981 г.[4]
- „Пейзаж от Карлово“ – 80-те години на ХХ век[4]